# 格林縣 (俄亥俄州)
格林縣（英語：Greene County）是美国俄亥俄州西南部的一個縣，面積1,078平方公里。根據2020年美國人口普查，共有人口16萬7,966人。縣治齊尼亞（Xenia）。該縣成立於1803年5月1日。縣名紀念美國獨立戰爭將領納撒尼爾·格林（Nathanael Green）e。